# Spirotrichea
Spirotrichea — клас найпростіших типу Війчасті (Ciliophora). Розрізняють близько 2 тис. видів. Поширенні у прісних водоймах. Живуть вільно або прикріплені до субстрату.
Довжиною до 3 мм. Тіло покрите щільною пелікулою з густими війками (органи пересування), деякі мають раковину. Війки (2-4 ряди) злиті між собою (т.зв. мембранели), і спірально закручені за годинниковою стрілкою (звідси назва). Живляться дрібними органічними залишками, бактеріями, водоростями, найпростішими. Самі служать кормом для інших безхребетних, мальків риб.
Беруть участь у біологічному очищенні води. Є паразитами і збудниками хвороб тварин і людини.